# 在ベトナム日本国大使館
在ベトナム日本国大使館（ベトナム語：Đại sứ quán Nhật Bản tại Việt Nam / 大使館日本在越南、英語: Embassy of Japan in Vietnam）は、ベトナムの首都ハノイにある日本の大使館。在ハノイ日本国大使館（ベトナム語：Đại sứ quán Nhật Bản tại Hà Nội / 大使館日本在河内、英語: Embassy of Japan in Hanoi）とも。

## 歴史
- 遅くとも1941年6月までに、在ハノイ日本帝国総領事館（在河内日本帝国総領事館）および在サイゴン日本帝国総領事館が設置されている[1]
- 1940年9月、大日本帝国がヴィシー政権フランス国からの事前合意を得た上でフランス領インドシナ（仏印）北部に進駐する[2]
- 1941年7月、大日本帝国がフランス国からの事前合意を得た上で仏印南部に進駐する[2]
- 1941年10月、大本営陸海軍部が南方作戦陸海軍中央協定を確定する[3]
- 1941年10月、ハノイの帝国総領事館が拡充される形で、事実上の大使館である在仏印日本特派大使府が設置される[3][4]
- 1944年8月25日、ヴィシー政権フランス国の後ろ盾であったナチス・ドイツが連合軍の攻勢を支え切れなくなってパリを放棄する（パリの解放）[5]
- 1944年9月9日、シャルル・ド・ゴールを首班とするフランス共和国臨時政府が成立する[6]
- 1945年3月9日、大日本帝国がフランスとの協力関係を破棄して明号作戦を発動し、5月15日までにベトナムを含むインドシナ半島全域からフランス勢力を一掃する[7]
- 1945年8月15日、第二次世界大戦の敗戦により大日本帝国が崩壊[8]、満州や南樺太、朝鮮半島などとは異なり、インドシナ半島では敗戦まで皇軍が残存[7]
- 1946年4月頃から本格的に在インドシナ日本人の引き揚げが始まり、それから1ヶ月程度で約97％の日本人が内地に帰還[9]、この時までに日本の在ベトナム在外公館も閉鎖されている
- 1952年4月28日、サンフランシスコ平和条約の発効により日本国が独立、ベトナム国（南ベトナム）も同条約締結国のうちの一国だが、ベトナム民主共和国（北ベトナム）は締結国ではない[10]
- 1955年7月1日、南ベトナムの首都サイゴンに在南ベトナム日本国大使館（ベトナム語：Đại sứ quán Nhật Bản tại Việt Nam Cộng Hòa / 大使館日本在越南共和、英語: Embassy of Japan in South Vietnam）[11]を設置することが定められる[12]
- 1955年10月26日、ベトナム南部でベトナム国に代わってベトナム共和国（南ベトナム）が成立したが[13]、日本との国交は継承されて大使館も存続
- 1973年9月21日、日本が共産主義国のベトナム民主共和国（北ベトナム）を国家として正式に承認し、両国の外交関係が開設される[14]
- 1974年5月27日、ハノイに在北ベトナム日本国大使館（ベトナム語：Đại sứ quán Nhật Bản tại Việt Nam Dân Chủ Cộng Hòa / 大使館日本在越南民主共和、英語: Embassy of Japan in North Vietnam）[15]を設置することが定められる[16]
- 同日、日本が南北ベトナム両国と国交を樹立したことに伴い、それまで単に「在ヴィエトナム日本国大使館」とされていた在南ベトナム日本国大使館が、在ヴィエトナム共和国日本国大使館[17]と呼ばれるようになる[16]
- 1975年4月30日、南ベトナム解放民族戦線（ベトコン）が南ベトナムの首都サイゴンを陥落させ、共産主義勢力の主導によるベトナム統一が確定事項となった[18]
- 1975年6月27日、最後の在南ベトナム日本国大使人見宏がサイゴンを発って帰国したが、日本国大使館は存続[19]
- 1975年10月11日、ハノイの在北ベトナム日本国大使館が開設される[19]
- 1976年7月、北ベトナムが南ベトナムを吸収する形でベトナムが統一され、国名がベトナム社会主義共和国に改称される[14]
- 1976年11月6日、法改正によりサイゴンの在南ベトナム日本国大使館が正式に廃止される[20]
- 同日、南ベトナムが消滅して統一ベトナムが誕生したことに伴い、それまで「在ヴィエトナム民主共和国日本国大使館」とされていた在北ベトナム日本国大使館が、単に在ヴィエトナム日本国大使館[17]と呼ばれるようになる[20]

## 所在地
| 日本語     | ハノイ市バーディン区リエウザイ27番地 |
| ベトナム語 | 27 Liễu Giai, Quận Ba Đình, Hà Nội   |